# Wijken en buurten in Tytsjerksteradiel
De Nederlandse gemeente Tytsjerksteradiel is voor statistische doeleinden onderverdeeld in wijken en buurten. De gemeente is verdeeld in de volgende statistische wijken:
- Wijk 00 Burgum (CBS-wijkcode:073700)
- Wijk 01 Aldtsjerk (CBS-wijkcode:073701)
- Wijk 02 Mûnein (CBS-wijkcode:073702)
- Wijk 03 Ryptsjerk (CBS-wijkcode:073703)
- Wijk 04 Tytsjerk (CBS-wijkcode:073704)
- Wijk 05 Earnewâld (CBS-wijkcode:073705)
- Wijk 06 Sumar (CBS-wijkcode:073706)
- Wijk 07 Eastermar (CBS-wijkcode:073707)
- Wijk 08 Noordburgum (CBS-wijkcode:073708)
- Wijk 09 Hurdegaryp (CBS-wijkcode:073709)

Een statistische wijk kan bestaan uit meerdere buurten. Onderstaande tabel geeft de buurtindeling met kentallen volgens het Centraal Bureau voor de Statistiek (2008):
| CBS-buurtcode | Buurtnaam                     | Inwonertal | Opp. totaal (ha) | Opp. land (ha) | Ligging                |
| ------------- | ----------------------------- | ---------- | ---------------- | -------------- | ---------------------- |
| BU07370000    | Burgum                        | 9660       | 410              | 400            | Locatie in de gemeente |
| BU07370009    | Verspreide huizen Burgum      | 390        | 958              | 882            | Locatie in de gemeente |
| BU07370100    | Aldtsjerk                     | 600        | 126              | 124            | Locatie in de gemeente |
| BU07370101    | Oentsjerk                     | 1770       | 190              | 190            | Locatie in de gemeente |
| BU07370102    | Verspreide huizen Wyns        | 180        | 770              | 756            | Locatie in de gemeente |
| BU07370108    | Verspreide huizen Aldtsjerk   | 100        | 581              | 566            | Locatie in de gemeente |
| BU07370109    | Verspreide huizen Oentsjerk   | 60         | 192              | 188            | Locatie in de gemeente |
| BU07370200    | Mûnein                        | 580        | 93               | 93             | Locatie in de gemeente |
| BU07370201    | Gytsjerk                      | 2150       | 204              | 201            | Locatie in de gemeente |
| BU07370208    | Verspreide huizen Mûnein      | 80         | 251              | 237            | Locatie in de gemeente |
| BU07370209    | Verspreide huizen Gytsjerk    | 120        | 370              | 365            | Locatie in de gemeente |
| BU07370300    | Rypsjerk                      | 720        | 157              | 156            | Locatie in de gemeente |
| BU07370309    | Verspreide huizen Ryptsjerk   | 110        | 646              | 596            | Locatie in de gemeente |
| BU07370400    | Tytsjerk                      | 1380       | 341              | 325            | Locatie in de gemeente |
| BU07370401    | Sûwald                        | 550        | 312              | 308            | Locatie in de gemeente |
| BU07370408    | Verspreide huizen Tytsjerk    | 150        | 917              | 904            | Locatie in de gemeente |
| BU07370409    | Verspreide huizen Sûwald      | 100        | 1026             | 958            | Locatie in de gemeente |
| BU07370500    | Earnewâld                     | 390        | 151              | 104            | Locatie in de gemeente |
| BU07370501    | Garyp                         | 1580       | 144              | 143            | Locatie in de gemeente |
| BU07370508    | Verspreide huizen Earnewâld   | 30         | 594              | 532            | Locatie in de gemeente |
| BU07370509    | Verspreide huizen Garyp       | 310        | 1683             | 1570           | Locatie in de gemeente |
| BU07370600    | Sumar                         | 890        | 197              | 186            | Locatie in de gemeente |
| BU07370609    | Verspreide huizen Sumar       | 500        | 974              | 955            | Locatie in de gemeente |
| BU07370700    | Eastermar                     | 1250       | 329              | 317            | Locatie in de gemeente |
| BU07370701    | Jistrum                       | 560        | 69               | 68             | Locatie in de gemeente |
| BU07370708    | Verspreide huizen Eastermar   | 320        | 1799             | 1325           | Locatie in de gemeente |
| BU07370709    | Verspreide huizen Jistrum     | 360        | 792              | 669            | Locatie in de gemeente |
| BU07370800    | Noordburgum                   | 1470       | 133              | 133            | Locatie in de gemeente |
| BU07370809    | Verspreide huizen Noordburgum | 890        | 676              | 669            | Locatie in de gemeente |
| BU07370900    | Hurdegaryp                    | 4660       | 318              | 307            | Locatie in de gemeente |
| BU07370909    | Verspreide huizen Hurdegaryp  | 350        | 740              | 734            | Locatie in de gemeente |